# Raniero (condestable de Trípoli)
Raniero (en francés: Renier, en latín: Rainerius constabularius; antes de 1125 - después de 1160) fue el condestable del Condado de Trípoli.
El origen de Raniero es desconocido. Es mencionado entre 1140 y 1143 en los documentos del condado de Trípoli como condestable. Su predecesor fue Silvio (quien ocupó el cargo en 1139), y el periodo de Raniero terminó hacia 1153, ya que desde ese año se menciona a Arnaldo de Crest en un documento como condestable.
Tuvo una hija llamada María que se casó tres veces:
Primero hacia 1180 con Balduino de Ibelín, señor de Ramla, después hacia 1188 con Guillermo de Saint Omer, y finalmente antes de 1204 con Gerardo de Ham, condestable de Trípoli.